# Tuchan
Tuchan (okcitansko Tuissan) je naselje in občina v južnem francoskem departmaju Aude regije Languedoc-Roussillon. Leta 1999 je naselje imelo 803 prebivalce.

## Geografija
Kraj leži v pokrajini Languedoc ob reki Petit Verdouble, 42 km severozahodno od  Perpignana.

## Uprava
Tuchan je sedež istoimenskega kantona, v katerega so poleg njegove vključene še občine Cucugnan, Duilhac-sous-Peyrepertuse, Maisons, Montgaillard, Padern, Paziols in Rouffiac-des-Corbières s 1.862 prebivalci.
Kanton Tuchan je sestavni del okrožja Narbonne.

## Zanimivosti
- trdnjava Château d'Aguilar iz 12. do 15. stoletja, od leta 1953 na seznamu francoskih zgodovinskih spomenikov,
- cerkev Notre-Dame de Faste iz 14. stoletja.

1. ↑  »Populations légales 2016«. Nacionalni inštitut za statistične in gospodarske raziskave. Pridobljeno 25. aprila 2019.